# Pseudolinda quinquepunctata
Pseudolinda quinquepunctata là một loài bọ cánh cứng trong họ Cerambycidae.